# Jochem Jansen
Jochem Jansen (Zevenaar, 13 settembre 1991) è un ex calciatore olandese, di ruolo difensore.

## Carriera
Debutta il 4 dicembre 2009 all'87' subentrando a Cerezo Fung a Wing nella vittoria per 3-0 contro il Veendam. 
Debutta da titolare il 18 dicembre 2010 nella sconfitta per 4-0 contro l'Heerenveen dove viene anche ammonito al 23'.

## Palmarès

### Club

#### Competizioni nazionali
- Eerste Divisie: 1

De Graafschap: 2009-2010